# Shogo Hayashi
Shogo Hayashi (født 9. april 1997) er en japansk fodboldspiller.